# 多米尼克·埃特林格
多米尼克·埃特林格（1992年2月19日—），克罗地亚男子摔跤运动员。他曾代表克罗地亚参加2015年欧洲运动会摔跤比赛，获得男子古典式71公斤级铜牌。